# Paul Mercier (Schauspieler)
Paul Mercier (* 13. Juli 1962 in Washington D.C., Vereinigte Staaten) ist ein US-amerikanischer Schauspieler und Synchronsprecher.
Zu seinen bekanntesten Videospielrollen gehören Leon S. Kennedy in Resident Evil 4 und Specter in SOCOM-Spielereihe, oft ist er jedoch in Neben- und Kleinstrollen zu hören.

## Leben
Mercier, der aus einer Schauspielerfamilie stammt, stand im ersten Mal im Alter von sechs Jahren zum ersten Mal mit der Theatergruppe seines Vaters, den Kensington-Garrett Players in Maryland, auf der Bühne. Doch erst in seinem letzten Jahr an der High School, als er den Tevye in Anatevka spielte, kam er zu dem Schluss, dass die Schauspielerei seine wahre Berufung sei.
Nach professionellen Engagements bei einem Tourneetheater und mehreren anderen Theatern im Raum Washington D.C. wurde er 1980 in das Schauspielprogramm der Adelphi University aufgenommen. Nachdem er einen Schauspielwettbewerb gewonnen hatte, erhielt er für jedes seiner vier Studienjahre ein Vollstipendium.
Mercier absolvierte eine dreijährige Ausbildung an der Royal Shakespeare Company an der Guildhall School of Music and Drama in London. Ein Höhepunkt seiner Ausbildung war die Teilnahme an der britischen Erstaufführung von Leonard Bernsteins Musiktheater-Werk Mass (Messe) unter Bernsteins Leitung.
Bevor er Großbritannien verließ, hatte Mercier mehrere Auftritte mit der Royal Shakespeare Company, trat als Mercutio beim Arundel Festival of the Arts in Arundel und in ganz Europa auf einer Tournee des Arts Council England auf. Als Regisseur führte eine englische Besetzung durch die Premiere von Juri Walentinowitsch Trifonows Der Tausch außerhalb des damaligen Eisernen Vorhangs und führte das Stück Insignificance beim Edinburgh Festival auf.
Mercier kehrte in den 1980er-Jahren in die Vereinigten Staaten zurück und begann, Schauspiel, Improvisation, Bühnenkampf sowie Poesie zu unterrichten. Mercier gehört außerdem einer Comedy-Truppe an, die regelmäßig in den Nachtlokalen von Los Angeles auftritt.
Seit 1985 ist er mit seiner Synchronschauspiel-Kollegin Paula Tiso verheiratet.

## Filmografie
- 1992: Wer ist hier der Boss? (1 Episode)
- 1988–1989: Vampire Miyu (2 Episoden)
- 1991–1993: Die Legende von Prinz Eisenherz (2 Episoden)
- 2002: .hack-Franchise (diverse Serien) als Bear
- 2002: Ghost in the Shell: Stand Alone Complex (4 Episoden)
- 2008: Resident Evil: Degeneration als Leon S. Kennedy

## Videospiele
- 2000: Nox als Aiden und Henrik
- 2003: Command & Conquer: Generäle
- 2004: Der Herr der Ringe: Die Schlacht um Mittelerde als Faramir
- 2005: Resident Evil 4 als Leon S. Kennedy und der Händler
- 2006: Der Herr der Ringe: Die Schlacht um Mittelerde 2 als Faramir
- 2007: Resistance: Fall of Man
- 2008: Call of Duty: World at War als Private Miller
- 2009: Resident Evil: The Darkside Chronicles als Leon S. Kennedy
- 2011: Ace Combat – Assault Horizon als William Bishop
- 2014: Call of Duty: Advanced Warfare
- 2024: Alone in the Dark als Jeremy Hartwood und Pregzt